# Fossa Diamantina

La zona di frattura Diamantina marcata in rosso.

La fossa Diamantina, o zona di frattura Diamantina, è un'area situata nella parte sudorientale del fondale dell'Oceano Indiano dove sono presenti estese dorsali e fosse oceaniche.
È posizionata a sud del bacino Wharton e del bacino di Perth, e a sudovest del plateau Naturaliste.

## Scarpate
Essendo parallela alla dorsale indiana sudorientale, la fossa Diamantina non è propriamente una zona di frattura delle placche tettoniche, quanto piuttosto una scarpata che separa due pianori oceanici. Infatti la sua estensione occidentale è chiamata proprio scarpata Diamantina e rappresenta il margine meridionale della dorsale di Broken. Queste caratteristiche sono rispecchiate nella corrispondente topografia dell'altro versante della dorsale indiana sudorientale. La dorsale di Broken si è formata contemporaneamente al pianoro delle Kerguelen.

## Esplorazione
I primi rilievi della fossa Diamantina furono effettuati nel 1960 dalle navi oceanografiche Velma e Argo. Il nome alla fossa fu attribuito in ricordo della nave HMAS Diamantina K377 che fece ulteriori e più approfondite indagini nel 1961.

## Batimetria

Batimetria della fossa Diamantina

L'abisso Diamantina, inizialmente rilevato a 8.047 m di profondità, è stato considerato dagli anni 1960 il punto più profondo dell'intera area; si trova circa 1 125 km a Ovest-Sud-Ovest della città di Perth, nell'Australia occidentale e le sue coordinate sono 35°S 104°E.
Per risolvere la questione sul punto più profondo dell'Oceano Indiano, l'intera area della fossa Diamantina è stata ispezionata nel marzo 2019 dalla Five Deeps Expedition utilizzando il batiscafo Deep Submersible Support Vessel DSSV Pressure Drop, equipaggiato con un ecoscandaglio multibeam Kongsberg SIMRAD EM124. Con questa apparecchiatura è stata rilevata una profondità massima di 7.019±17 metri alle coordinate 33°37′52″S 101°21′14″E dell'abisso Dordrecht.
Indagini successive hanno confermato che l'abisso Dordrecht ha un'estensione di 80x95 km e una profondità massima di circa 7.100 metri alle coordinate 33.42°S 101.48°E e che questo è il punto più profondo dell'intera zona di frattura Diamantina. Dordrecht era il nome dato a uno dei velieri della Compagnia olandese delle Indie orientali che esplorò la costa occidentale dell'Australia nel 1619 e scoprì l'arcipelago delle Houtman Abrolhos.
Nel punto corrispondente all'abisso Diamantina, la profondità dell'acqua era di soli 5.300 metri, cioè molto meno profonda di quanto precedentemente supposto, e ha quindi confermato che il punto più profondo dell'Oceano Indiano si trova nella fossa di Giava.
Il punto meno profondo dell'area si trova a 1.125 m nella dorsale di Broken, vicino alla dorsale Novanta Est.